# Погледај дом свој, анђеле (песма)
Погледај дом свој, анђеле је песма београдског рок састава Рибља чорба. Налази се на шестом студијском албуму Истина, који је издат 1985. године. Група сваки концерт завршава овом песмом.

## Настанак
Песму Погледај дом свој анђеле написао је фронтмен групе, Бора Ђорђевић. Добила је име по истоименом роману (енгл. Look Homeward, Angel), аутора Томаса Вулфа.
Објављена је 1985. године, на шестом студијском албуму Истина. Албум је издао ПГП РТБ јер је загребачки Југотон 1985. године одбио да објави неке песме Рибље чорбе са албума Истина, и то Снаге опозиције, Ало, Дворска будала и Погледај дом свој, анђеле.

## Тема
Песма је позната по ’апокалиптичном’ тексту, што је чини јединственом међу песмама Рибље чорбе чији су текстови углавном хумористичног и ироничног карактера. Бора се обраћа „анђелима” који не желе да виде какве се страхоте дешавају у свету око њих, те их позива да то стање промене тако што ће постати „анђели освете”.

## Критика
Слушаоци Радија Београд 202 песму су изгласали за хит године 1985, а хит деценије постала је 1995. године. Песма је 2009. године у магазину Стандард проглашена за најбољу српску песму.
Сматра се једном од најбољих рок песама југословенске рок сцене (сам Бора је у интервјуу за магазин Рок одабрао управо ову песму када је требало да се определи за само једну од свих које је урадио), те једном од песама по којима је Рибља чорба најпрепознатљивија (фебруара 1987. на америчком МТВ-у приказан је спот ове песме, као први са Балкана, при представљању најуспешнијих бендова света).